# Белый Ветер KZ
Белый Ветер (ТОО «Белый Ветер KZ») — сеть магазинов в Казахстане. Казахстанский ритейлер в сегменте компьютерной и цифровой техники. А также игрушек для детей, также продаем не только, электронику но и тетрадки, ручки, карандаши. На рынке Казахстана с 2000 года. Компания является партнером ведущих мировых вендоров: Intel, Microsoft, HP, Apple, Epson и др. Полное наименование — Товарищество с ограниченной ответственностью «Белый Ветер KZ»

## История
Компания основана в декабре 2000 года в Караганде. Первый магазин продавал компьютерные комплектующие.
- 2002 г. Открытие розничного отдела в Центральном универмаге г. Караганды. Начало развития розничной сети.
- 2003 г. Открытие точек продаж в городах: Жезказган, Щучинск и Астана.
- 2005 г. Открытие 5 точек продаж.
- 2007 г. Запуск интернет-магазина БЕЛЫЙ ВЕТЕР.
- 2009 г. Запуск корпоративной газеты компании.
- 2012 г. Открытие первого магазина сети БЕЛЫЙ ВЕТЕР в Алматы.[2]
- 2013 г. Открытие первого магазина в г. Павлодар. Интернет-магазин БЕЛОГО ВЕТРА начинает торговлю бытовой техникой.
- 2015 г. Открытие первого магазина в г. Костанай
- 2018 г. Открытие двух торговых точек в стиле «лофт»
- 2019—2020 г. Открытие девяти магазинов
- 2021 г. Открытие двух магазинов в новом для компании регионе — Западном Казахстане, городе Актобе. Открытие четвёртого магазина в г. Костанай.

## Деятельность
С 2007-го по 2015 год интернет-магазин компании «Белый ветер», рождённый в Караганде, стал одним из лидеров в своем сегменте рынка.
В 2009 году доля «Белого Ветра» от общего объёма продаж в республике составляет 25-30 %.
В 2014 году доставлено более 127 тыс. заказов. Вместе с тем интернет-магазин предлагает своим клиентам шопики (SHOPики) — бонусные очки на вашем персональном счете, которыми можно полностью или частично оплатить покупку в интернет-магазине. Шопики можно накапливать без ограничения по сумме и срокам. На текущий момент один шопик эквивалентен одному тенге.
В 2015 году компания входит в тройку лидеров среди компьютерных сетей Казахстана.
В 2015 году «Белый Ветер» на первом месте в исследовании «Executive Consulting»
В 2017 вошел в 25 крупнейших торговых интернет-площадок Казахстана
В 2018 стал крупным одним из крупных игроков e-commerce бизнесе Карагандинской области
В 2019 году вошел в 30 крупнейших торговых интернет-площадок
В 2019 году набрал максимальный балл по качеству обслуживания среди крупных магазинов электроники в Алматы по версии nur.kz
В 2019 году Интернет-магазин «Белый ветер» вошел в 50-ку самых дорогих брендов Казахстана
В 2020 Белый Ветер вошел в 30-ку крупнейших торговых интернет-площадок
В 2020 году занял лидирующие позиции в Казахстанском e-commerce
В 2020 году среднемесячная посещаемость по версии Forbes Kazakhstan достигла — 865 583
В 2021 году стал спонсором розыгрыша среди вакцинированных. Организатор: Акимат города Нур-Султан
В 2021 году занял 11 место в рейтинге крупнейших торговых интернет-площадок Казахстана

### Розничная торговля
Белый Ветер представлен в 10 городах Казахстана. Имеет 45 магазинов
- г. Астана — 11 магазинов
- г. Алматы — 9 магазинов
- г. Караганда — 5 магазинов
- г. Павлодар — 3 магазина
- г. Темиртау — 1 магазин
- г. Жезказган — 1 магазин
- г. Костанай — 4 магазина
- г. Рудный — 1 магазин
- г. Щучинск — 1 магазин
- г. Актобе — 4 магазина
- г. Шымкент — 1 магазин
- г. Туркестан — 1 магазин
- г. Тараз - 1 магазин

### Интернет-магазин
Интернет-магазин компании находится на домене shop.kz